# Electrophaes taiwana
Electrophaes taiwana är en fjärilsart som beskrevs av Inoue 1986. Electrophaes taiwana ingår i släktet Electrophaes och familjen mätare. Inga underarter finns listade i Catalogue of Life.